# 花斑掃帚蝦

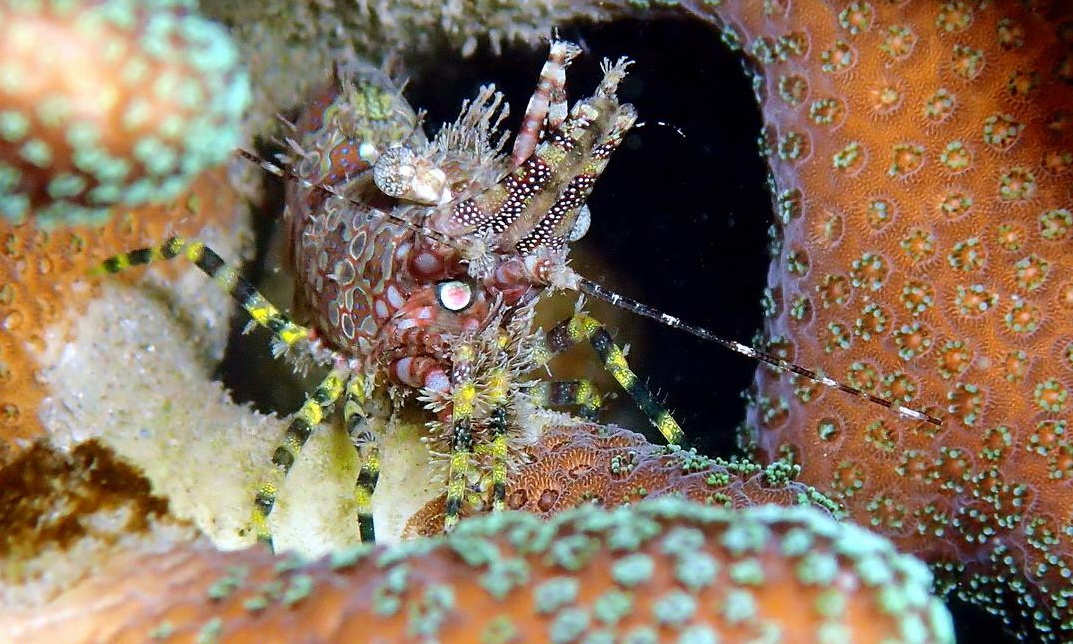
躲藏在珊瑚裡的花斑掃帚蝦。地點在台灣東北角的龍洞灣北岸。

花斑掃帚蝦又被稱之為假綿羊蝦。拉丁學名為Saron marmoratus (Olivier, 1811)，屬於藻蝦科(Hippolytidae)。
性害羞，時常躲在珊瑚的分枝之間，不容易被發現。
+